# ちると
ちると（1993年11月17日 - ）は、日本の男性漫画家。京都府京都市出生、立命館大学法学部卒業。本名、久幾田 文章（くきた ふみあき）。

## 経歴
高校生の頃、週刊少年誌を目指して漫画を描き始め、受験勉強からの逃避のために漫画を描いては出版社へ投稿を行っていた。集英社主催の第9回ストキン炎にて「Good Looker」でプリンス部門最終候補にまで残ったものの、夢は叶わず立命館大学へ入学、漫画研究会へ入会する。
2013年3月、『ジャンプVS -バーサス-』にて『除霊戦士北枕くん』（久幾田文章名義）で商業誌デビュー。
2015年4月、京都府警より漫研へネットの危険性を伝える小学生向けの漫画の制作の依頼があり、仕事の幅が広がるかもしれないという思いから実例4編のうち1編「ゲームの世界の落とし穴」の担当になった。府警と打ち合わせをし、2016年3月に完成、市内の小学校へ啓発用資料として配布された。
また、同時期に少年ジャンプルーキーに公開した漫画『対決！闇のプリカツおじさん』が編集者の目に止まり、2016年1月に『恋から始まるデスゲーム』（ちると名義）でデビュー。5月に「エクレアさんのつまみぐい」を公開。
『とっても優しいあまえちゃん!』を2016年12月にTwitterで公開。これがKADOKAWAの編集者の目に止まり、2017年3月、ドラドラドラゴンエイジで連載を開始する。
2018年9月18日、『白魔導師シロップさん』をニコニコ静画にて連載開始。2019年5月、『タイムマシンの淫らちゃん』公開。6月、「先輩!俺の声で癒されないでください!」公開。
2019年からは漫画執筆の他、ライトノベルの挿絵、ドラマCDのイラストなど、幅広い分野で活動。
2020年からは安藤正基が配信するラジオ番組『マンダンラジオ』のメインパーソナリティしても活動。
2021年7月16日、『マジメサキュバス柊さん』を少年ジャンプ+で連載開始。
2023年4月、ライトノベル『荷物持ちの脳筋無双』を講談社ラノベ文庫から刊行。小説家デビューとなる。

## 作品
連載
- とっても優しいあまえちゃん!（『ドラドラドラゴンエイジ』、KADOKAWA、2017年9月8日 - 2018年6月1日、全4巻）
- 白魔導師シロップさん（ニコニコ静画、2018年9月18日 - 、同人誌版：既刊5巻（サークル：アオヒモファミリア）、コミックス版：既刊2巻〈KADOKAWA〉）[注 1]
- 先輩！俺の声で癒されないでください！（『少年ジャンプ+』、集英社、2020年7月6日 - 12月20日、全2巻）
- マジメサキュバス柊さん（『少年ジャンプ+』、集英社、2021年7月16日 - 2022年09月09日、既刊4巻）

読切
- 除霊戦士北枕くん（『ジャンプVS -バーサス-』、集英社、2013年3月22日、久幾田文章名義）[5]
- 対決！闇のプリカツおじさん（『ジャンプルーキー!』、集英社、2015年3月26日）
- 恋から始まるデスゲーム（『少年ジャンプ+』2016年6号、集英社、2016年1月12日）[3]
- エクレアさんのつまみぐい（『少年ジャンプ+』2016年22号、集英社、2016年5月3日）
- タイムマシンの淫らちゃん（『少年ジャンプ+』2019年23号、集英社、2019年5月11日）
- 先輩！俺の声で癒されないでください！（『少年ジャンプ+』2019年30号、集英社、2019年6月29日）
- あまえちゃんVSシロップさん（ニコニコ静画、2019年8月9日）[17]
- マジメサキュバス柊さん（『少年ジャンプ+』2019年38号、集英社、2019年8月20日）

アンソロジー
- 巨乳ミニスカJCの教え子にとことん甘える話（『「バブみ」たっぷり！アンソロジーコミック』、一迅社、2017年9月27日）
- 地味子ちゃんのえげつない攻防（『ノーブラな女の子は好きですか?アンソロジーコミック 2巻』、一迅社、2018年9月27日）

ライトノベル（挿絵）
- 鬼っ娘チキちゃんは甘やかしたい!（著：葉原徹、美少女文庫、2019年8月19日）

ライトノベル（小説）
- 荷物持ちの脳筋無双（イラスト：こるり、講談社ラノベ文庫、2023年5月2日（電子は2023年4月28日）- 、既刊2巻）

音声作品イラスト
- 圧倒的バブみCD 〜優しいお姉さん系年下若妻にめいっぱい甘えちゃう〜（じゅじゅっとウェルダン、2020年5月2日）。

その他
- ゲームの世界の落とし穴（「まんがで学ぼう!!ネットのキケン」、京都府警、2016年3月17日）